# Jota Quest
Jota Quest est un groupe brésilien de pop rock, originaire de Belo Horizonte, Minas Gerais. Le groupe est né sous le nom de J. Quest, avec la prononciation en anglais Jay Quest, inspirée de la série d'animation Jonny Quest, mais pour éviter d'être poursuivi par Hanna-Barbera, ils adoptent la prononciation en portugais Jota Quest à la fin des années 1990. C'est parce qu'ils aimaient le funk rock et l'acid jazz que le bassiste PJ et le batteur Paulinho Fonseca décident de former un groupe. Le guitariste Marco Túlio Lara et le claviériste Márcio Buzelin rejoignent ensuite le groupe. Rogério Flausino commence à jouer dans le groupe après avoir été choisi lors d'un test auquel participaient plus de dix-huit candidats.
Le groupe connait le succès dans les années 1990 et 2000, avec plusieurs chansons à succès, notamment Dias Melhores, Amor Maior, Só Hoje, Do Seu Lado et Fácil. Ils vendent plus de 5 millions d'enregistrements au cours de leur carrière, ce qui fait d'eux l'un des artistes musicaux les plus vendus au Brésil.

## Histoire

### Années 1990-2000

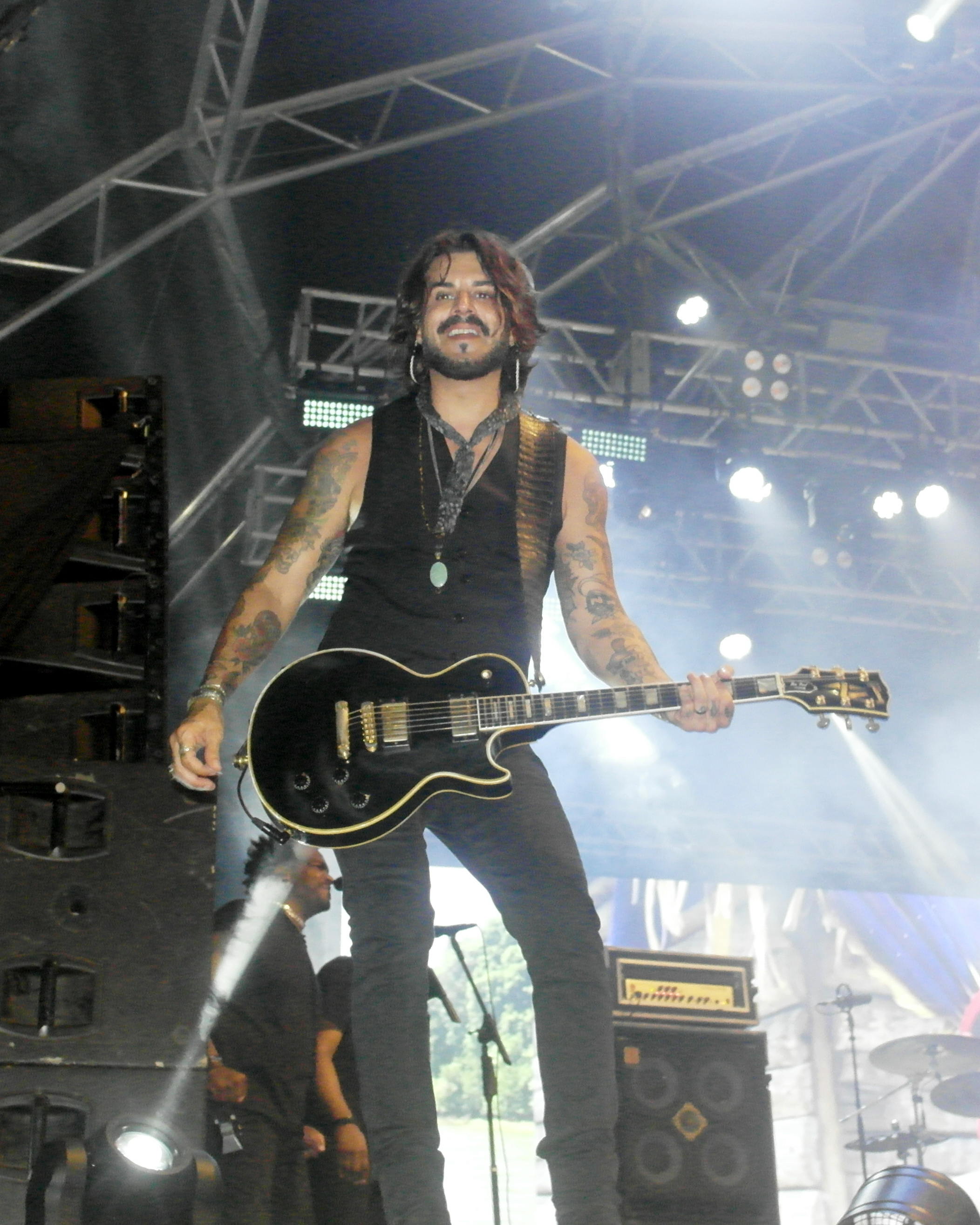
Jota Quest en concert en 2023.

Le groupe donne son premier concert sous le nom de J. Quest, inspiré par la série d'animation Jonny Quest et le groupe d'acid jazz Jamiroquai, créé par le bassiste PJ. À l'époque, le groupe sillonne les bars et les universités de Belo Horizonte et attire plus de 2 000 spectateurs par concert. Le groupe gagne ainsi du terrain. Le contrat avec Sony Music suit et le premier album est sorti en août 1996. Le look des années 1970, représenté sur la pochette du premier album par les vêtements caractéristiques et les énormes perruques « black power » de l'époque, plaît au public et aux médias. Les morceaux As Dores do Mundo (une reprise de la chanson de Hyldon) et Encontrar Alguém ne tardent pas à conquérir les stations de radio de tout le Brésil. Mais il leur faut un certain temps pour apparaître à la télévision. Le 11 janvier 1997, ils sont invités par Xuxa à se produire dans l'émission Xuxa Hits de Rede Globo. Il s'agit de la première apparition de Jota Quest sur une chaîne de télévision à accès libre.
Le groupe se lie d'amitié avec Tim Maia, pour qui ils enregistrent Dance While It's Time et le chanteur appelle le groupe « Jota Quest » lorsqu'il apprend qu'ils utilisent le nom J. Quest. Hanna-Barbera, propriétaire de la série Jonny Quest, menace de poursuivre le groupe, qui opte rapidement pour le surnom donné par Tim Maia (les initiales étaient auparavant prononcées « Jay » en anglais).
En 1998, déjà signé sous le nom de Jota Quest, le groupe sort son deuxième album, De Volta ao Planeta, qui recherche une plus grande variété musicale en contraste avec la forte influence de la musique noire du premier disque. La direction artistique de l'album s'inspire de La Planète des singes, et le morceau-titre en profite pour faire une critique politique, PJ résumant que « nous voulions relier la macacada à la désorganisation du pays, pour critiquer des dirigeants « macaquisés » ». Le morceau Fácil est l'un des titres les plus joués de l'époque, et deviendra le plus grand succès du groupe, et aidé par une longue tournée qui compte parfois 22 concerts par mois, l'album atteint les 800 000 exemplaires vendus.
Après avoir signé un contrat avec Fanta, qui utilise le groupe dans une campagne publicitaire et sponsorisé sa tournée, le groupe sort Oxigênio en 2000, son album le plus rock, qui contient des messages écologiques ainsi que des ballades romantiques telles que Dias Melhores, O Que Eu Também Não Entendo et Tele-Fome.
En 2002, le groupe sort Discotecagem Pop Variada. Le plus grand succès de l'album, Só Hoje, faillit ne pas faire partie du répertoire, les autres membres ne s'intéressant pas à la composition de Flausino avant que le producteur Liminha ne déclare qu'ils avaient besoin de morceau bonus sur l'album.
En 2006, le groupe s'impose sur la scène pop rock brésilienne. Au total, ils sortent six albums, donné des milliers de concerts et battu des records dans tout le Brésil, et se sont produits aux États-Unis et en Europe, où ils font la première partie de Rock in Rio Lisbonne. En 2008, le sixième album studio du groupe, La Plata, sort.

### Depuis les années 2010
En 2010, le groupe sort son premier album en espagnol, Días Mejores, pour le marché latino. En mai 2011, sort la première compilation du groupe, Quinze, qui contient près de quarante titres, dont trois inédits. En septembre, ils jouent à Rock in Rio IV, marquant leurs débuts à l'édition brésilienne du festival après avoir été l'un des groupes brésiliens qui s'étaient retirés de l'édition 2001 pour protester contre les horaires défavorables accordés aux groupes nationaux. Le groupe jouera ensuite lors de trois autres éditions de Rock in Rio.
Le 2 décembre 2011, toujours pour célébrer ses 15 ans de carrière, le groupe enregistre son troisième DVD au Credicard Hall de São Paulo, Multishow ao Vivo : Jota Quest - Folia e Caos, qui sort dans les bacs en mai de l'année suivante. En mars 2013, le groupe sort une nouvelle compilation intitulée Mega Hits, le premier album à sortir exclusivement en numérique dans le cadre d'un projet de Sony Music. En plus des 23 succès de sa carrière, l'album comprend deux réenregistrements d'anciens succès : Quero Que Tudo Vá para o Inferno de Roberto Carlos et Pra Frente Brasil, un succès des années 1970. Jota Quest est le leader des téléchargements payants au Brésil, avec plus de trois millions de chansons téléchargées en mars 2013.
Le 22 septembre 2017, le groupe sort le premier projet acoustique de sa carrière, Acústico Jota Quest, également connu sous le sous-titre Músicas para Cantar Junto. Les enregistrements ont lieu les 11 et 12 mai de la même année aux Quanta Studios, à São Paulo, avec Marcelo Falcão et Milton Nascimento.
Le 17 juin 2023, pour fêter son 25e anniversaire (achevé en 2021), le groupe enregistre un autre DVD de sa carrière au stade Beira-Rio de Porto Alegre, avec des apparitions spéciales de Rael, Vitor Kley et Beto Lee, fils de la chanteuse Rita Lee. Le concert est également diffusé en direct sur le service de streaming Globoplay et sur la chaîne de télévision payante Multishow,. Le 9 décembre 2023, le groupe termine l'année par un dernier concert à Curitiba, peu après que Jota Quest a annulé un concert qu'il devait donner le 2 décembre à Goiânia en raison de l'hospitalisation de son chanteur Rogério Flausino. Le chanteur est hospitalisé pour soigner une crise rénale.

## Discographie

### Albums studio
- 1996 : Jota Quest
- 1998 : De Volta ao Planeta
- 2000 : Oxigênio
- 2002 : Discotecagem Pop Variada
- 2005 : Até Onde Vai
- 2008 : La Plata
- 2013 : Funky Funky Boom Boom
- 2015 : Pancadélico
- 2023 : De Volta ao Novo

## Distinctions notables

### Grammy Latino Awards
| Année | Catégorie                                    | Nommé                  | Résultat   | Réf    |
| ----- | -------------------------------------------- | ---------------------- | ---------- | ------ |
| 2004  | Meilleur album de pop contemporain brésilien | MTV ao Vivo            | Nomination |        |
| 2006  | Meilleur album de pop contemporain brésilien | Até Onde Vai           | Nomination |        |
| 2009  | Meilleur album de pop contemporain brésilien | La Plata               | Nomination |        |
| 2011  | Meilleur album de pop contemporain brésilien | Quinze                 | Lauréat    |        |
| 2013  | Meilleur album de rock brésilien             | Ao vivo no Rock in Rio | Lauréat    | [ 17 ] |
| 2014  | Meilleur album de pop contemporain brésilien | Funky Funky Boom Boom  | Nomination |        |